# Bagre panamensis
Bagre panamensis är en fiskart som först beskrevs av Gill, 1863.  Bagre panamensis ingår i släktet Bagre och familjen Ariidae. IUCN kategoriserar arten globalt som livskraftig. Inga underarter finns listade.